# Anne Philomena O'Brienová
Anne Philomena O'Brienová (* 1954) je australská historička a spisovatelka, profesorka na Univerzitě Nového Jižního Walesu.

## Mládí
Anne Philomena O'Brienová se narodila v roce 1954 v Glenelgu v Jižní Austrálii v Austrálii. Její rodiče byli Paul a Mary (Mollie) O'Brienovi. Anne byla jejich pátou a nejmladší dcerou.

## Vzdělání
V roce 1975 získala bakalářský titul v oboru historie na Univerzitě v Adelaide, kterou absolvovala s vyznamenáním. Rok učila na částečný úvazek na Flindersově univerzitě v Jižní Austrálii, poté se zapsala do doktorského studijního programu na Sydneyské univerzitě. Doktorát dokončila v roce 1982.

## Kariéra
V letech 1982 až 1985 učila na Santa Sabina College.
V roce 1987 začala přednášet historii na Univerzitě Nového Jižního Walesu. Docentkou se stala v roce 2007 a později se stala řádnou profesorkou na School of Humanities and Languages.

## Knihy
V roce 1988 vydala svou první knihu, Poverty's Prison (česky: Vězení chudoby). Kniha The Poor in New South Wales 1880–1918 (česky: Chudí v Novém Jižním Walesu 1880–1918) byla založena na jejím doktorandském výzkumu. Její druhá kniha, God's Willing Workers: Women and Religion in Australia (česky: Boží ochotní pracovníci: Ženy a náboženství v Austrálii), vyšla v roce 2005. V roce 2014 vydala Philanthropy and Settler Colonialism (česky: Filantropie a kolonialismus osadníků). O'Brienová je vdaná a má dvě děti.